# Lê Đại Hành
Lê Đại Hành (chữ Hán: 黎大行, * 10. August 941; † 18. März 1005, eigentlicher Name Lê Hoàn) war der dritte Herrscher des Đại Cồ Việt-Königreiches und der Gründer der Früheren Lê-Dynastie. Er regierte Đại Cồ Việt von 981 bis 1005.

## Geburt und Kindheit
Lê Hoàn wurde am 10. August 941 in einer armen Bauernfamilie aus Thọ Xuân, Thanh Hóa geboren.

## Karriere als Militärführer
Lê Hoàn begann seine Karriere als General beim Hoa-Lư-Kriegsherrn Đinh Bộ Lĩnh an die Macht. Nachdem Đinh Bộ Lĩnh alle anderen zwölf Kriegsherren besiegt hatte, gründete er 968 das Königreich Đại Việt mit Hoa Lư als Hauptstadt. Lê Hoàn wurde danach zum „General der Zehn Kreise“ und zum Kommandeur des Militärs des Königreichs ernannt.

## Politisches Wirken

### Aufstieg zum Thron
Ende 979 wurden König Đinh Bộ Lĩnh und dessen ältester Sohn Đinh Liễn von einem Beamten namens Đỗ Thích getötet, während sie im Hof schliefen. Wie andere namhafte Mitglieder des Hofes inthronisierte er nach dem Tod des Königs und des Prinzen den sechsjährigen Prinzen Đinh Toàn als neuer König. Königin Dương wollte jedoch, dass Lê Hoàn der neue Herrscher sein sollte, da dies für das Königreich besser wäre. Đinh Toàn gab die Krone auf, während Lê Hoàn unter der Regierungsdevise Thiên Phúc (wörtlich übersetzt „Glück des Himmels“) die Macht übernahm und somit die (Frühere) Lê-Dynastie gründete. Jedoch waren einige Gefolgsleute wie Kanzler Nguyễn Bặc, Đinh Điền und Phạm Hạp mit dieser Aktion nicht einverstanden, da sie befürchteten, dass er dem kleinen König etwas Böses antun würde. Sie stellten deshalb Truppen für ihre Rebellion auf und drangen nach Hoa Lư vor, um Lê Hoàn zu töten. Lê Hoàn versammelte seine Truppen und kämpfte gegen die Führer dieses Bündnisses. Die Rebellion dieses Bündnisses wurden besiegt. Đinh Điền und Nguyễn Bặc wurden getötet und Phạm Hạp geriet in Gefangenschaft.

### Außenpolitik

#### Song-Dynastie
Song-China hatte die Unruhen in Đại Cồ Việt genutzt und der damalige Kaiser Song Taizong befahl Hou Renbao, eine Invasionsarmee mit 30.000 bis 40.000 Truppen in Đại Cồ Việt vorzudringen, obwohl Lê Đại Hành einen Brief an den Song-Hof geschickt hatte. Anfang 981 besiegte die chinesische Marine unter Liu Cheng die Streitkräfte von Lê Đại Hành am Fluss Bạch Đằng, tötete 1.000 vietnamesische Seeleute und beschlagnahmte 200 Dschunken. Hou Renbao forderte seine Truppen auf, vorwärts zu marschieren, aber sie taten dies nicht, bis Liu Cheng eintraf und die Song-Landstreitkräfte und die Marine sich im Dorf Đa La neu formierten. Anschließend kehrten die Song-Streitkräfte nach Chi Lăng zurück. Lê Hoàn gab vor, sich zu ergeben. Jedoch tötete Lê Đại Hành Hou Renbao und die Song-Truppen wurden zum Rückzug gezwungen. Ihre Generäle wurden wegen militärischen Versagens in Kaifeng hingerichtet. Die Song schickten nach diesen Krieg 986, 990 und 998 drei Gesandte nach Đại Cồ Việt, um die Beziehungen zwischen den beiden Ländern zu normalisieren.

#### Champa
Der König von Champa, Paramesvaravarman I. (vietnamesisch Phê Mị Thuế), hatte Đại Cồ Việt bereits Ende 979 im Namen der Wiederherstellung von Ngô Nhật Khánh, ein ehemaliger vietnamesischen Kriegsherr aus der Anarchie der 12 Kriegsfürsten, angegriffen. Dieser Angriff wurde jedoch von einem Taifun aufgehalten. Im Jahr 980 schickte Lê Đại Hành eine Botschaft nach Champa, wurde jedoch von Paramesvaravarman I. abgelehnt. Daraufhin führte Lê Đại Hành eine Armee an, die Champa angriff. Dabei wurde Paramesvaravarman im Kampf getötet und Indrapura, die Hauptstadt Champas, wurde geplündert. Paramesvaravarmans Prinz, Jaya Indravarman IV., suchte Zuflucht im Süden. Im nächsten Jahr hatte Lưu Kế Tông, ein vietnamesischer Offizier der Cham-Armee, die Macht in Champa übernommen und sich erfolgreich Lê Đại Hànhs Versuch widersetzt, ihn von der Macht zu entfernen.

### Staatsverwaltung und Familie
Lê Đại Hành ernannte den buddhistischen Patriarchen Khuông Việt als großer Präzeptor und einen Chinesen namens Hongjian zum Experten für Klassik und Geschichte des Hofes. Er ernannte fünf Königinnen zu seinen Ehefrauen, während Königin Dương seine wichtigste Ehefrau blieb. Er förderte seine Familienmitglieder, darunter sein Bruder und seine Söhne, dazu, andere Teile des Königreichs zu regieren. Im Jahr 987, fünf Jahre nach einer Dürre im Jahr 982, veranstaltete Lê Đại Hành eine königliche Pflügezeremonie auf zwei Reisfeldern und stellte jeweils einen Topf vollem Gold hinein.

### Militär
Trotz der Siege über die Song-Dynastie im Jahr 981 und über Champa im Jahr 982 war die Sicherheit von Đại Cồ Việt nicht gesichert. Lê Đại Hành musste zudem gegen zahlreiche Aufstände im Inneren bekämpfen und gleichzeitig expandierte er sein Land, indem er immer wieder gegen Song-China und Champa Kriege führte. Anfang des Jahres 995 segelten 100 vietnamesische Kriegsschiffe unter Lê Hoàns Führung nach Yongzhou (Nanning, Guangxi) und plünderten die Stadt Ruhong, bevor sie wieder zurückzogen. Im Sommer des gleichen  Jahres führten die örtlichen Beamten von Lê Hoàn aus der heutigen Provinz Quảng Ninh eine Truppe von 5.000 Männern und Seeleuten an. Die Đại Cồ Việt-Truppen fielen in China ein, plünderten Luzhou in der Nähe von Yongzhou, aber schlussendlich vom chinesischen General Yang Wenjie besiegt wurden.  Im Jahr 1001 führte Lê Hoàn seine Truppe persönlich gegen die Cử Long-Armee. Die Cử Long-Armee kämpfte auf beiden Seiten des Flusses, um Widerstand zu leisten. Dabei starb der letzte König der Đinh-Dynastie, Đinh Toàn, da er von einem Pfeil erschossen wurde. Lê Hoàn konnte dennoch die Cử Long-Truppen durch einen Angriff besiegen.

## Tod
Lê Hoàn starb am 18. März 1005 starb im Alter von 64 Jahren im Trường Xuân-Palast. Nach seinem Tod erhielt er den postumen Titel Đại Hành Hoàng đế (大行皇帝; wörtlich übersetzt „Der verstorbene Kaiser“). Anschließend brach ein Thronstreit zwischen seinen Söhnen aus. Sein fünfter Sohn, Lê Long Đĩnh, bestieg später im selben Jahr den Thron, nachdem er seinen älteren Bruder Lê Long Việt ermordet hatte, der den Thron nur drei Tage lang innehatte. Long Đĩnh regierte das Land brutal für die nächsten vier Jahre, bis er im Alter von 24 Jahren um 1009 starb.